# Dasychernes
Dasychernes es un género de arácnido  del orden Pseudoscorpionida de la familia Chernetidae.

## Especies
Las especies de este género son:
- Dasychernes inquilinus Chamberlin, 1929
- Dasychernes panamensis Mahnert, 1987
- Dasychernes roubiki Mahnert, 1987
- Dasychernes trigonae Mahnert, 1987